# Пшедбоєвиці
Пшедбоєвиці (пол. Przedbojewice, нім. Schedbojewitz) — село в Польщі, у гміні Крушвиця Іновроцлавського повіту Куявсько-Поморського воєводства.
Населення — 133 особи (2011).
У 1975-1998 роках село належало до Бидгощського воєводства.

## Демографія
Демографічна структура станом на 31 березня 2011 року:
|          | Загалом | Допрацездатний вік | Працездатний вік | Постпрацездатний вік |
| -------- | ------- | ------------------ | ---------------- | -------------------- |
| Чоловіки | 62      | 13                 | 43               | 6                    |
| Жінки    | 71      | 16                 | 43               | 12                   |
| Разом    | 133     | 29                 | 86               | 18                   |